# Alexander Decoteau
Alexander Wuttunee Decoteau, auch Alexander Wuttunee Decouteau, (* 19. November 1887 in der Red Pheasant Indian Reserve, Saskatchewan; † 17. Oktober 1917 in Passendale, Belgien) war ein kanadischer Langstreckenläufer indianischer Herkunft.

## Schule und Berufsleben
Alexander Decoteau wurde in der Red Pheasant Indian Reserve in der kanadischen Provinz Saskatchewan geboren. Decoteau gehörte dem Stamm der Cree an. Er besuchte die Tagesschule des Reservats und ging danach auf eine weiterführende Schule in North Battleford. Nach dem Schulabschluss zog er nach Edmonton und fand zusammen mit seinem Schwager eine Anstellung als Hufschmied. 1909 ging Decoteau dann zur Stadtpolizei von Edmonton, er wurde der erste kanadische Polizist indianischer Abstammung. 1914 wurde er zum Sergeant befördert.

## Sportliche Karriere
Alexander Decoteau entwickelte sich zu einem Mittel- und Langstreckenläufer. Zwischen 1909 und 1916 gewann er zahlreiche Rennen in West-Kanada. So siegte er u. a. 1910 ein Weihnachtsrennen über mehr als sechs Meilen, das vom Calgary Herald ausgerichtet wurde. 1911 siegte er zum fünften Mal beim 5-Meilen-Rennen um den Hon. C. W. Cross Challenge Cup. 1912 gewann er zum dritten Mal in Folge das jährlich ausgetragene 10-Meilen-Rennen von Fort Saskatchewan. Seine Erfolge brachten ihm die Berufung in die kanadische Olympiaauswahl ein. Bei den Olympischen Sommerspielen 1912 in Stockholm startete er am 9. Juli über 5000 Meter. In dem Vorlauf belegte er mit einer Zeit von 15:24,2 min Rang 2 und qualifizierte sich somit für das Finale am folgenden Tag. Im Finale wurde er von Krämpfen geplagt und erreichte das Ziel als Sechster.
Trotz der enttäuschenden Erfahrung nahm er auch weiterhin an Wettkämpfen in Kanada teil. Weitere Siege in den Jahren bis 1915 folgten. So siegte Decoteau 1913 bei einem Meilenrennen zur Feier des Orangemen's Day in Edmonton. Im gleichen Jahr startete er für die Edmonton City Police Amateur Athletic Association bei den kanadischen Meisterschaften in Vancouver. Hier wurde er Zweiter über eine Meile. 1915 gewann er dann zum zweiten Mal in Folge das Weihnachtsrennen in Calgary.

## Militärdienst
1916 schrieb sich Alexander Decoteau als Rekrut für das kanadische Expeditionscorps ein. Er diente zuerst im 202. Infanteriebataillon, später wechselte er dann in das 49. Bataillon. 1917 wurde Decoteau an die Front in Frankreich verschifft. In der Dritten Flandernschlacht nahm er an den Kämpfen um das Dorf Passendale teil. Alexander Decoteau wurde am 30. Oktober 1917 von einem deutschen Scharfschützen erschossen.

## Ehrungen
1967 wurde Decoteau in die Edmonton Sports Hall of Fame aufgenommen. Das Edmonton Police Museum and Archives verfügt über viele von Decoteaus Pokalen und Ehrungen, u. a. über die Teilnahmemedaille der Olympischen Spiele von Stockholm. In Edmonton wurde 2014 beschlossen, einen Park an der Ecke 105. Straße und 102. Avenue zu errichten und ihn Alex Decoteau Park zu nennen. Ein geplantes Wohngebiet im Südosten der Stadt wurde Decoteau benannt.